# HR 5256
HR 5256은 큰곰자리에 있는 분광형 K3V의 오렌지색 왜성으로, 지구에서 33광년 떨어져 있다. 위치는 적경 13시 57분 32.1초, 적위 +61도 29분 34.3초이다. 겉보기 등급은 6.52로 맨눈으로는 볼 수 없다.

## 같이 보기
- 가까운 밝은 별 목록